# پرسی جکسون و المپ‌نشینان (مجموعه تلویزیونی)
پرسی جکسون و المپ‌نشینان (به انگلیسی: Percy Jackson and the Olympians) یک مجموعه تلویزیونی فانتزی آمریکایی است که به‌دست ریک ریوردن و جاناتان ئی. استاینبرگ برای دیزنی پلاس ساخته شده است و بر پایهٔ مجموعهٔ کتابی به همین نام اثر ریوردن است. واکر اسکوبل نقش اصلی پرسی جکسون را بازی می‌کند، و در کنارش لیا ساوا جفریز در نقش آنابث چیس و آریان سیمهدری در نقش گرووِر آندروُد حضور دارند.
ساخت این مجموعه در مهٔ ۲۰۲۰، در پی ارائهٔ پیشنهادی از سوی ریوردن به دیزنی برندد تلویژن آغاز شد. جاناتان ئی. استاینبرگ و دن شوتز در ژوئیه ۲۰۲۱ به عنوان شورانرهای این مجموعه معرفی شدند و جیمز بابین برای کارگردانی قسمت نخست در اکتبر همان سال استخدام شد. اسکوبل برای نقش اصلی در ژانویهٔ ۲۰۲۲ انتخاب شد و جفریز و سیمهدری در می همان سال به بازیگران پیوستند. تا سپتامبر، اندرس انگستروم و جت ویلکینسون نیز قرار بود چندین قسمت از مجموعه را کارگردانی کنند. فیلمبرداری در ژوئن ۲۰۲۲ در ونکوور، بریتیش کلمبیا آغاز شد و در فوریه ۲۰۲۳ به پایان رسید. دیگر اعضای بازیگران در طول سال‌های ۲۰۲۲ و ۲۰۲۳ اعلام شدند.
پرسی جکسون و المپ‌نشینان نخستین بار در ۱۹ دسامبر ۲۰۲۳ در دیزنی پلاس پخش شد و فصل نخست آن شامل هشت قسمت بود. این مجموعه نقدهای مثبتی از سوی منتقدان دریافت کرده است. این مجموعه در فوریهٔ ۲۰۲۴ برای فصل دوم تمدید شد که اقتباسی از کتاب دوم این مجموعه، دریای هیولاها، است و قرار است در سال ۲۰۲۵ پخش شود.

## خلاصه داستان
داستان مجموعه حول محور پرسی جکسون و دوستانش می‌چرخد که به دنبال یافتن پشم زرین افسانه‌ای هستند. در این سفر، آنها با مخاطرات، هیولاها، و ارواح خبیث مواجه می‌شوند و تلاش می‌کنند تا از دست یافتن این پشم زرین جلوگیری کنند. داستان با جلب توجه به مفهوم دوستی، شجاعت، و مبارزه با نیروهای شرور، در یک فضای فانتزی و هیجان‌انگیز، به تصویر کشیده شده است.